# Ecologia genética
A ecologia genética é o estudo da expressão e transferência de material genético entre organismos de um ecossistema. Em geral, o material genético permanece dentro dos organismos. Porém, o material genético tem a capacidade de ser captado por vários organismos que existem num meio abiótico por meios naturais, como as transferências horizontais de genes. Deste modo, este campo de estudo centra-se na interacção, intercâmbio e expressão do material genético entre espécies filogeneticamente distantes, que ocorre no solo, aquíferos, tractos gastrointestinais e outros ambientes. Portanto,  a ecologia genética é o estudo da transferência de genes nos ecossistemas e das suas causas.
Outro aspecto ao qual se aplicou o termo ecologia genética foi o estudo das interações de determinantes genéticos específicos (genes) com o seu ambiente. Poderia utilizar-se esta disciplina para alterar "in situ" a abundância e expressão de genes numa comunidade microbiana para controlar assim processos ambientais, como a degradação de substancias poluentes orgânicas ou a eliminação de metais pesados.